# Station Little Island
Station Little Island is een spoorwegstation in Little Island, een buitenwijk aan de oostkant van de stad Cork. Het station ligt aan de forenzenlijn Cork - Cobh/Midleton. De twee forenzenlijnen splitsen zich na station Glounthaune. 
Richting Cork gaat ieder kwartier een trein, richting Cobh en richting Midleton ieder half uur.